# ぶっつけワイド
ぶっつけワイドは東海ラジオ放送の生ワイド番組。1978年10月2日 - 1997年4月4日まで放送した。

## 放送時間の変遷
レギュラー版は月曜 - 金曜の放送。復刻版は月曜 - 木曜の放送。
- 1978年10月2日 - 1990年3月 13:00 - 16:30（後に5分短縮、 - 16:25に）
- 1990年4月 - 1997年4月4日 13:00 - 15:20（サテスタ パートが『NORINORIあふたぁぬ〜ん』として独立したため、放送枠を縮小）
- 2016年7月11日 - 26日 13:00 - 16:00（期間限定の復刻版放送）[1]
  - 同年の復刻版は『宮地佑紀生の聞いてみや〜ち』の打ち切りに伴う、つなぎ番組として放送。

## 歴代パーソナリティ
裏番組の『ばつぐんジョッキー』（CBCラジオ）の人気に対抗して、当番組を開始した。番組開始当初は「ばつぐん - 」の人気が高かった月・木曜に全国区のタレント（後述）を起用したが、火・水・金曜を担当した松原敬生・蟹江篤子両アナウンサー（当時）のコンビが圧倒的に人気が高いことが判明し、1985年4月から松原・蟹江コンビが全曜日を担当する形へ移行。その後は「ばつぐん - 」の優位が一気に揺らぎ、以降は一転して「ばつぐん - 」と聴取率争いを展開した。

### レギュラー版
- 土居まさる（月曜日、開始 - 1980年9月まで）
- 松原敬生（東海ラジオ アナウンサー(当時)。開始当初は火・水・金、1985年4月からは全曜日担当。前番組『モアミュージック1・2・3・4』から続投）
- 春風亭小朝（月曜日、土居の後任、1980年10月 - 1985年3月）
- 春日三球・照代（木曜日、開始 - 1982年3月まで）
- 小林三季子（土居、三球・照代のアシスタント）
- 堀田美也子（小朝、三球・照代のアシスタント（小林の後任）、現在は東海ラジオにディレクターとして在籍）
- 蟹江篤子（東海ラジオ アナウンサー(当時)。放送開始 - 1989年2月、松原とのコンビで1985年4月からは全曜日担当、自らの体調不良を理由に1989年2月を以って降板）
- 水谷若緒（蟹江の後任、当初は全曜日 → 1989年6月より月 - 水、1989年2月 - 1993年3月）
- 佐田玲子（1989年6月 - 1990年5月まで、木 - 金）
- 藤野直子（1990年6月 - 1993年3月、木 - 金）
- 加藤千晴（1993年4月 - 1995年3月、木 - 金）
- 神野三枝（1993年4月から月 - 水 → 1995年4月からは全曜日　松原ともに最終回を迎える）

裏番組の『ばつぐんジョッキー』（CBCラジオ）で聴取率の高かった月曜（当時のパーソナリティは板東英二）、木曜（当時のパーソナリティは上岡龍太郎）の対抗策として、松原・蟹江のアナウンサーコンビを主軸としながら、両曜日については全国区で知名度や実績のあるタレントとフリーアナウンサー（月曜は土居 → 小朝、木曜は三球・照代）がパーソナリティを務める形でスタートしたが聴取率調査の結果、タレントを起用した月・木曜の聴取率よりも松原・蟹江が担当する火・水・金曜の聴取率が高かったため、後に小朝、三球・照代は番組を降板。松原・蟹江コンビが全曜日を担当した。名古屋弁を全面に押し出した両者の時には応酬合戦に近い、フリートークのやり取りがリスナーから人気を得た。
この改編から4年後の1986年に『ばつぐん - 』は終了。1990年代 前半に掛けて、在名 民放ラジオ局 平日昼の生ワイド番組の雄として安定した人気を維持した。

### 復刻版
- 松原敬生（全曜日）
- 蟹江篤子（月・水曜、7月21日を除く木曜）
- 佐田玲子（火曜、7月21日(木)）

### 変遷
| 期間               | 期間               | 月曜                  | 火曜              | 水曜              | 木曜                                                  | 金曜              |
| ------------------ | ------------------ | --------------------- | ----------------- | ----------------- | ----------------------------------------------------- | ----------------- |
| 1978.10            | 1980.09            | 土居まさる 小林三季子 | 松原敬生 蟹江篤子 | 松原敬生 蟹江篤子 | 春日三球・照代 小林三季子 ↓ 春日三球・照代 堀田美也子 | 松原敬生 蟹江篤子 |
| 1980.10            | 1982.03            | 春風亭小朝 堀田美也子 | 松原敬生 蟹江篤子 | 松原敬生 蟹江篤子 | 春日三球・照代 小林三季子 ↓ 春日三球・照代 堀田美也子 | 松原敬生 蟹江篤子 |
| 1982.04            | 1985.03            | 春風亭小朝 堀田美也子 | 松原敬生 蟹江篤子 | 松原敬生 蟹江篤子 | 松原敬生 蟹江篤子                                     | 松原敬生 蟹江篤子 |
| 1985.04            | 1989.02            | 松原敬生 蟹江篤子     | 松原敬生 蟹江篤子 | 松原敬生 蟹江篤子 | 松原敬生 蟹江篤子                                     | 松原敬生 蟹江篤子 |
| 1989.02            | 1989.05            | 松原敬生 水谷若緒     | 松原敬生 水谷若緒 | 松原敬生 水谷若緒 | 松原敬生 水谷若緒                                     | 松原敬生 水谷若緒 |
| 1989.06            | 1990.05            | 松原敬生 水谷若緒     | 松原敬生 水谷若緒 | 松原敬生 水谷若緒 | 松原敬生 佐田玲子                                     | 松原敬生 佐田玲子 |
| 1990.06            | 1993.03            | 松原敬生 水谷若緒     | 松原敬生 水谷若緒 | 松原敬生 水谷若緒 | 松原敬生 藤野直子                                     | 松原敬生 藤野直子 |
| 1993.04            | 1995.03            | 松原敬生 神野三枝     | 松原敬生 神野三枝 | 松原敬生 神野三枝 | 松原敬生 加藤千晴                                     | 松原敬生 加藤千晴 |
| 1995.04            | 1997.03            | 松原敬生 神野三枝     | 松原敬生 神野三枝 | 松原敬生 神野三枝 | 松原敬生 神野三枝                                     | 松原敬生 神野三枝 |
| 2016.07 （復刻版） | 2016.07 （復刻版） | 松原敬生 蟹江篤子     | 松原敬生 佐田玲子 | 松原敬生 蟹江篤子 | 松原敬生 蟹江篤子                                     | (放送なし)        |

## テーマ曲
- 深町純「On The Move」

## コーナー
- 1時のプレゼント[4]、2時のプレゼント[5]
  - 聴いた曜日が記入されたお便り、リクエストはがきの中から、毎週１名にプレゼントを進呈。1981年 当時は外国製の高級ペアウォッチが贈られた[5]。
- ニュースデスクから[4]
- 街角からのリクエスト[4]
- ぶっちゃけ問答[4]
- 男と女の人生相談[4]
- ハロー! ドライバー[4]
- スター登場[4]
- ラジオ姓名判断[4]
- カラオケ一番（13時台 前半のコーナー）[6]
- コント昼下がり[4]
  - あかひげ薬局  提供のリスナー投稿コーナー。内容はちょっとエッチな表現を含むもの。
- かあさんのポケット[6]
- 新幹線ミュージッククイズ[6]
  - イントロ当てクイズ。リスナーがテーマに沿って出題される楽曲の冒頭部分を10曲連続で聞き、順不同で楽曲名を当てるクイズ。タイトルの通り、東海道・山陽新幹線の愛称のコースがあり、コーナー開始当初は「ひかり（各曲3秒）」と「こだま（各曲5秒）」があった。一時期「ひかり」の更に上級コースとして「スーパーひかり（各曲1秒）」があったが、後に「のぞみ」が新幹線で運行するようになってからは「のぞみ（各曲1秒）」としてコースに加えられた。一度選ばれたコースは次の聴取者は選ぶことが出来ず、残りのコースのみから選択となった。1問正解毎に賞金が用意され、リスナーへ贈られた。賞金は「のぞみ」が一番高く設定された。復刻版では「ひかり（各曲5秒）」「のぞみ（各曲3秒）」「リニア（各曲1秒）」の3コース[1]。
- お仕置きコーナー[6]
- 贈ることば[7]
- 飛びこみマイク[8]
- ドラゴンズ情報
- ギャラリーからこんにちは[4]
  - サカエチカ内の日産ギャラリー（当時）内に併設されていたサテライトスタジオからの公開放送（同番組は1990年4月より『NORINORIあふたぁぬ～ん』（パーソナリティは梅野勝彦（東海ラジオ アナウンサー(当時)）→ タクマ(1993年から)）を放送。これを機に当番組から独立したため、放送時間は従来より55分 縮小（上記参照）した）。
- ギャラリーミュージッククイズ
  - 聴取者参加のクイズで5問正解者に１万円を、4問まで正解の場合は5000円が贈られた。賞金の他にもプレゼントが用意された（1981年当時）[5]。
- 電話リクエスト企画（木曜日）
  - 裏番組の『ばつぐんジョッキー』（CBCラジオ）の上岡龍太郎がパーソナリティを務めていた木曜日の聴取率が高く、半ば諦めムードで「いくら、ぶっつけワイドでも（上岡がパーソナリティを務める木曜の『ばつぐん - 』には）、ようぶつからん。音楽 掛けよう、音楽で逃げようって電話リクエストをやることにした」との事。
- 三球・照代のああ夫婦
  - 1981年 当時、春日三球・照代の木曜日のコーナー。夫婦二人の馴れ初めや思い出などユニークなエピソードを書いて送り、番組中で紹介された夫婦は下呂温泉の宿泊券と記念品が贈られた[5]。

### 特別企画
- 走行中の近鉄特急から生放送（1985年3月13日、名古屋～鳥羽。この時は「ギャラリーからこんにちは」以外は近鉄特急列車の車内から放送した）[9]
- 宮の渡しから七里の渡しまでの船中から生放送（愛知県名古屋市熱田区～三重県桑名市）[9]
- 名古屋市内をタクシーで巡りながら生放送[9]
- 長野県湯田中温泉ツアー、 このツアー先から生放送（ドリームバルーンを飛ばす模様などを放送）[9]
- ユニー ドラゴンズビンゴ（1990年8月15日）[10]